# بازی‌های آسیایی
بازی‌های آسیایی که به‌عنوانِ آسیاد نیز شناخته می‌شود، یک رویداد چند ورزشی قاره‌ای است که هر چهار سال یکبار بین ورزشکاران کشورهای مختلف سراسر قاره آسیا توسط شورای المپیک آسیا برگزار می‌شود. این رویداد تا سال ۱۹۷۸ توسط فدراسیون بازی‌های آسیایی (AGF) برگزار می‌شد اما در نشست دهلی نو تصمیم گرفته شد که پس از آن توسط شورای المپیک آسیا (OCA) ساماندهی و برگزار شود. این بازی‌ها توسط کمیته بین‌المللی المپیک (IOC) به رسمیت شناخته می‌شود و به عنوان دومین رویداد بزرگ چند ورزشی پس از بازی‌های المپیک توصیف می‌شود.
نخستین دوره این بازی‌ها در سال ۱۹۵۱ میلادی برگزار شد.

## تاریخچه
مسابقات المپیک لندن در سال ۱۹۴۸ برگزار شد. در حاشیه این رخداد بین‌المللی، طرح برگزاری بازی‌های آسیایی موسوم به المپیک آسیایی توسط «ساندهی گورو دات» رئیس کمیته المپیک هندوستان مطرح شد که مورد توافق قرار گرفت.
طبق توافق‌های صورت گرفته قرار بود نخستین دوره این بازی‌ها دو سال بعد از بازی‌های المپیک یعنی در سال ۱۹۵۰ در هندوستان برگزار شود اما این مسابقات با یک سال تأخیر در ۴ مارس سال ۱۹۵۱ آغاز شد.
۱۹۵۱- نخستین دوره المپیک آسیایی در دهلی نو، پایتخت هندوستان به انجام رسید. در اولین دوره ۱۱ کشور حضور داشتند و ایران تنها کشور خاورمیانه بود که در این رویداد شرکت داشت. در نخستین دوره ژاپن اول، هندوستان دوم و ایران سوم شدند.
۱۹۵۴- دومین دوره این مسابقات در مانیل، پایتخت فیلیپین برگزار شد. این مسابقات مصادف بود با ماجراهای کودتای ۲۸ مرداد و به همین سبب تیم ایران در این مسابقات شرکت نداشت. در این دوره از مسابقات ۱۹ کشور آسیایی شرکت کردند.
۱۹۵۸- سومین دوره این مسابقات در توکیو، پایتخت ژاپن برگزار شد. در این مسابقات ۲۰ کشور شرکت کردند که ژاپن، کره‌جنوبی و چین رده‌های یک تا سه را به خود اختصاص دادند. ایران در این دوره به مقام چهارم رسید.
در این دوره که ایران پس از یک دوره غیبت به بازی‌ها برگشت، تعداد ورزشکاران کشورها به ۲۰ کاروان افزایش یافت. این بار هم ژاپنی‌ها روی سکوی نخست، و بالاتر از کره‌جنوبی و چین قرار گرفتند تا شرق آسیا حرف اول و آخر بازی‌ها را بزند. ایران هم به رده هفتم سقوط کرد.
۱۹۶۲- چهارمین دوره مسابقات در جاکارتا، پایتخت اندوزی برگزار شد. در جریان چهارمین دورهٔ مسابقات آسیایی در جاکارتا اندونزی این کشور به دلیل نداشتن روابط سیاسی با کشور تایوان از صادر کردن روادید برای این کشور خودداری کرد و کشور ایران نیز که برای دومین بار در سطح مسابقات آسیایی غایب بود، این بار به دلیل کمبود بودجهٔ لازم به عنوان تنها بهانه‌ای که از سوی اسدالله علم زمامدار دولت وقت آن زمان عنوان شده بود در این دوره از مسابقات شرکت نکرد وچند روز پیش از آغاز بازیها، کشور اندونزی ـ که در آن زمان رهبریش در دست دکتر احمد سوکارنو بود ـ اعلام نمود که به علت نداشتن روابط سیاسی با حکومت خودگردان اسرائیل از دادن روادید به ورزشکاران این کشور معذور است تعداد کشورهای شرکت‌کننده نیز به ۱۶ کشور کاهش یافت. ژاپن بار دیگر قهرمان این مسابقات شد.
۱۹۶۶- پنجمین دوره مسابقات در بانکوک، پایتخت تایلند با حضور ۱۸ کشور در ۱۴ رشته ورزشی برگزار شد.
در این دوره ایران، چین و اسرائیل به رقابت‌ها بازگشتند. بازی‌ها را سلطان بومیپول با حضور ۱۸ کشور برای مصاف در ۱۴ رشته ورزشی افتتاح کرد. تعداد مدال‌های طلای ژاپنی‌ها باز هم از مجموع مدال‌های طلای سایر کشورها بیشتر بود. چین قهرمان شد و ایران دوباره در رده هفتم قرار گرفت.
۱۹۷۰- ششمین دوره مسابقات نیز در یک اقدام عجیب بار دیگر در بانکوک، پایتخت تایلند برگزار شد. این مسابقات قرار بود در کره‌جنوبی برگزار شود اما این کشور دچار مشکل مالی شد و تایلند پذیرفت که برای دومین بار پیاپی میزبان مسابقات باشد.
در این دوره ژاپن همچنان در صدر ورزش آسیا قرار گرفت. چینی‌ها فقط به یک مدال طلا بسنده کردند و ایران نیز با ۹ طلا که ۶تای آن در کشتی بود، در رده چهارم ایستاد.
۱۹۷۴- هفتمین دوره مسابقات در تهران، پایتخت ایران برگزار شد.
در این دوره، تیم‌هایی مثل کویت و بحرین، برای نخستین بار در مسابقات حضور یافتند تا رکورد تعداد کشورها نیز به عدد ۲۵ برسد.
ژاپن برای هفتمین دوره پیاپی باقی تیم‌ها را پشت سر گذاشت. ایران با ۳۶ مدال طلا که ۲۳ تای آن در کشتی آزاد، فرنگی و وزنه‌برداری به دست آمد، در رده دوم قاره پهناور ایستاد که بهترین نتیجه ایران در تاریخ ورزش آسیا محسوب می‌شود.
۱۹۷۸- هشتمین دوره مسابقات بار دیگر در بانکوک، پایتخت تایلند برگزار شد تا تایلند رکورددار میزبانی این مسابقات باشد. ایران در این دوره از بازی‌ها به دلیل حوادث مربوط به انقلاب، شرکت نکرد. همچنین از این دوره از بازی‌ها، اسرائیل برای همیشه از شرکت در مسابقات آسیایی محروم شد.
۱۹۸۲- نهمین دوره مسابقات در دهلی نو، پایتخت هندوستان و مبدأ این بازی‌ها با حضور ۳۳ کشور برگزار شد.
ایران پس از انقلاب در شرایطی به بازی‌ها بازگشت و برترین تیم غرب آسیا لقب گرفت که نام کشورهایی مثل قطر نیز برای نخستین بار در جمع تیم‌ها دیده می‌شد. در این دوره سرانجام، استیلای ژاپنی‌ها بر ورزش آسیا پایان یافت و چین موفق شد با اختلاف ۴ مدال طلا قهرمان شود.
۱۹۸۶- دهمین دوره را سئول، پایتخت کره‌جنوبی میزبانی کرد. در این مسابقات چینی‌ها به رکورد ۹۴ مدال طلا رسیدند و بعد از آن‌ها ورزشکاران کره‌جنوبی با ۹۳ طلا در رده بعدی قرار گرفتند.
۱۹۹۰- یازدهمین دوره مسابقات بازی‌های آسیایی در پکن، پایتخت کشور چین به انجام رسید.
در این دوره، کره شمالی نیز حضور یافت و رده سوم را به خود اختصاص داد. ایران در این دوره توانست مدال طلای فوتبال را با پیروزی بر تیم کره شمالی به‌دست‌آورد.
۱۹۹۴- دوازدهمین دوره را ژاپن و این‌بار شهر هیروشیما میزبانی کرد. ۴۲ کشور شرکت‌کننده با حدود ۶ هزار و ۹۰۰ ورزشکار در رقابت‌ها حضور یافتند. در این دوره کشورهای آسیای میانه هم با فروپاشی شوروی حضور یافتند و معادلات ورزش آسیا را تغییر دادند. ازبکستان به محض ورود با درخشش ایگور شکورین، طلای فوتبال را گرفت. قزاقستان هم ۲۵ طلا گرفت تا در رده سوم بایستد.
ترکمنستان، تاجیکستان و قرقیزستان اما از همان بدو ورود به صحنه ورزش آسیا تا امروز، همواره به تک‌ستاره‌های ورزش خود قناعت کرده‌اند. ایران به یُمن درخشش کشتی‌گیران خود به رده ششم دست یافت و اگر آسیای میانه‌ای‌های تازه ورود کرده نبودند، چهارم می‌شد.
۱۹۹۸- سیزدهمین دوره مسابقات برای مرتبه چهارم در بانکوک، پایتخت تایلند برگزار شد. چینی‌ها که قدرت برتر آسیا شده بودند قهرمان این دوره شدند و بعد از آن‌ها ورزشکاران کره‌جنوبی و ژاپن جایگاه خود را به عنوان برترین‌های قاره بزرگ تثبیت کردند. در این دروه ایران با کسب ۱۰ طلا در مکان هفتم قرار گرفت.
۲۰۰۲- چهاردهمین دوره بازی‌های آسیایی را شهر بوسان در کره‌جنوبی برگزار کرد. در این دوره ۷۶۰۰ ورزشکار از ۴۴ کشور شرکت داشتند. چینی‌ها بار دیگر با کسب ۱۵۰ مدال طلا خود را به عنوان طلایی ورزش آسیا معرفی کرند. ایران در این دوره به مکان دهم بسنده کرد.
۲۰۰۶- پانزدهمین دوره این رویداد آسیایی در دوحه، پایتخت قطر به انجام رسید. ۱۳ هزار نفر از ۴۵ کشور به بازی‌ها آمدند که از تعداد ورزشکاران حاضر در آخرین دوره بازی‌های المپیک نیز حدود سه هزار نفر بیشتر بود.
چین، کره جنوبی و ژاپن مثلث قدرت را تشکیل دادند و قزاقستان با پیشرفتی چشمگیر چهارم شد. ایران نیز ششم شد تا بهترین تیم غرب آسیا باشد. مرگ کیم هیونگ چیل، سوارکار کره‌جنوبی، از حوادث تلخ این بازی‌ها بود.
۲۰۱۰- شانزدهمین دوره را شهر گوانگ‌ژو در چین میزبانی کرد. در این دوره ۹۷۰۴ ورزشکار از تمام کشورهای عضو شورای المپیک آسیا، یعنی ۴۵ کشور شرکت داشتند. در این دوره از مسابقات ورزشکاران در ۴۱ رشته ورزشی به رقابت پرداختند که یک رکورد تازه محسوب می‌شد. در پایان این دوره، کشور میزبان با ۱۵۱ طلا به مقام نخست رسید.
۲۰۱۴- هفدهمین دوره مسابقات بازی‌های آسیایی در شهر اینچئون کره‌جنوبی برگزار شد. چین باز هم قهرمان شد و ایران با کسب ۲۱ نشان طلا در رده پنجم قرار گرفت. تیم ملی والیبال مردان ایران با شکست دادن تیم میزبان برای نخستین بار قهرمان بازی‌های آسیایی شد.
۲۰۱۸- هجدهمین دوره را جاکارتا، پایتخت کشور اندونزی به همراه پالم‌بانگ میزبانی کرد. جاکارتا میزبان اصلی بود و پالم‌بانگ به عنوان شهر کمک میزبان چند مسابقه در این دوره را برگزار کرد. در این دوره تیم چین، همانند چند دوره گذشته قهرمان شد و ایران هم با کسب ۲۰ نشان طلا ششم شد. تیم‌های ملی کبدی زنان و مردان ایران برای نخستین بار قهرمان شدند.

## فهرست بازی‌های آسیایی
| دوره  | سال  | شهر (های) میزبان  | کشور میزبان   | افتتاح کننده          | مقام افتتاح کننده | تاریخ آغاز      | تاریخ پایان  | کشورها       | شرکت کننده‌ها | ورزش‌ها       | رویدادها*    | بهترین تیم رده‌بندی | منبع   |
| ----- | ---- | ----------------- | ------------- | --------------------- | ----------------- | --------------- | ------------ | ------------ | ------------ | ------------ | ------------ | ------------------ | ------ |
| I     | ۱۹۵۱ | دهلی نو           | هند           | راجندرا پراساد        | رئیس‌جمهور         | ۴ مارس          | ۱۱ مارس      | ۱۱           | ۴۸۹          | ۶            | ۵۷           | ژاپن (JPN)         | [ ۵ ]  |
| II    | ۱۹۵۴ | مانیل             | فیلیپین       | رامون ماگسایسای       | رئیس‌جمهور         | ۱ مه            | ۹ مه         | ۱۸           | ۹۷۰          | ۸            | ۷۷           | ژاپن (JPN)         | [ ۶ ]  |
| III   | ۱۹۵۸ | توکیو             | ژاپن          | هیروهیتو              | امپراتور          | ۲۴ مه           | ۱ ژوئن       | ۱۶           | ۱٬۸۲۰        | ۱۳           | ۱۱۲          | ژاپن (JPN)         | [ ۷ ]  |
| IV    | ۱۹۶۲ | جاکارتا           | اندونزی       | احمد سوکارنو          | رئیس‌جمهور         | ۲۴ اوت          | ۴ سپتامبر    | ۱۲           | ۱٬۴۶۰        | ۱۳           | ۱۲۰          | ژاپن (JPN)         | [ ۸ ]  |
| V     | ۱۹۶۶ | بانکوک            | تایلند        | بومیپول آدولیاده      | پادشاه            | ۹ دسامبر        | ۲۰ دسامبر    | ۱۶           | ۱٬۹۴۵        | ۱۴           | ۱۴۰          | ژاپن (JPN)         | [ ۹ ]  |
| VI    | ۱۹۷۰ | بانکوک            | تایلند        | بومیپول آدولیاده      | پادشاه            | ۹ دسامبر        | ۲۰ دسامبر    | ۱۶           | ۲٬۴۰۰        | ۱۳           | ۱۳۵          | ژاپن (JPN)         | [ ۱۰ ] |
| VII   | ۱۹۷۴ | تهران             | ایران         | محمدرضا پهلوی         | شاه               | ۱ سپتامبر       | ۱۶ سپتامبر   | ۱۹           | ۳٬۰۱۰        | ۱۶           | ۲۰۰          | ژاپن (JPN)         | [ ۱۱ ] |
| VIII  | ۱۹۷۸ | بانکوک            | تایلند        | بومیپول آدولیاده      | پادشاه            | ۹ دسامبر        | ۲۰ دسامبر    | ۱۹           | ۳٬۸۴۲        | ۱۹           | ۱۹۹          | ژاپن (JPN)         | [ ۱۲ ] |
| IX    | ۱۹۸۲ | دهلی نو           | هند           | زیل سینگ              | رئیس‌جمهور         | ۱۹ نوامبر       | ۴ دسامبر     | ۲۳           | ۳٬۴۱۱        | ۲۱           | ۱۹۶          | چین (CHN)          | [ ۱۳ ] |
| X     | ۱۹۸۶ | سئول              | کره جنوبی     | چون دو هوان           | رئیس‌جمهور         | ۲۰ سپتامبر      | ۵ اکتبر      | ۲۲           | ۴٬۸۳۹        | ۲۵           | ۲۶۹          | چین (CHN)          | [ ۱۴ ] |
| XI    | ۱۹۹۰ | پکن               | چین           | یانگ شانگکون          | رئیس‌جمهور         | ۲۲ سپتامبر      | ۷ اکتبر      | ۳۶           | ۶٬۱۲۲        | ۲۷           | ۳۰۸          | چین (CHN)          | [ ۱۵ ] |
| XII   | ۱۹۹۴ | هیروشیما          | ژاپن          | آکی‌هیتو               | امپراتور          | ۲ اکتبر         | ۱۶ اکتبر     | ۴۲           | ۶٬۸۲۸        | ۳۴           | ۳۳۸          | چین (CHN)          | [ ۱۶ ] |
| XIII  | ۱۹۹۸ | بانکوک            | تایلند        | بومیپول آدولیاده      | پادشاه            | ۶ دسامبر        | ۲۰ دسامبر    | ۴۱           | ۶٬۵۵۴        | ۳۶           | ۳۷۷          | چین (CHN)          | [ ۱۷ ] |
| XIV   | ۲۰۰۲ | بوسان             | کره جنوبی     | کیم دای جونگ          | رئیس‌جمهور         | ۲۹ سپتامبر      | ۱۴ اکتبر     | ۴۴           | ۷٬۷۱۱        | ۳۸           | ۴۱۹          | چین (CHN)          | [ ۱۸ ] |
| XV    | ۲۰۰۶ | دوحه              | قطر           | حمد بن خلیفه آل ثانی  | امیر              | ۱ دسامبر        | ۱۵ دسامبر    | ۴۵           | ۹٬۵۲۰        | ۳۹           | ۴۲۴          | چین (CHN)          | [ ۱۹ ] |
| XVI   | ۲۰۱۰ | گوانگ‌ژو           | چین           | ون جیابائو            | نخست‌وزیر          | ۱۲ نوامبر       | ۲۷ نوامبر    | ۴۵           | ۹٬۷۰۴        | ۴۲           | ۴۷۶          | چین (CHN)          | [ ۲۰ ] |
| XVII  | ۲۰۱۴ | اینچئون           | کره جنوبی     | پارک گون-هه           | رئیس‌جمهور         | ۱۹ سپتامبر      | ۴ اکتبر      | ۴۵           | ۹٬۵۰۱        | ۳۶           | ۴۳۹          | چین (CHN)          | [ ۲۱ ] |
| XVIII | ۲۰۱۸ | جاکارتا-پالم‌بانگ  | اندونزی       | جوکو ویدودو           | رئیس‌جمهور         | ۱۸ اوت          | ۲ سپتامبر    | ۴۵           | ۱۱٬۳۰۰       | ۴۰           | ۴۶۵          | چین (CHN)          | [ ۲۲ ] |
| XIX   | ۲۰۲۲ | هانگژو            | چین           | شی جین پینگ           | رئیس‌جمهور         | ۲۳ سپتامبر ۲۰۲۳ | ۸ اکتبر ۲۰۲۳ | ۴۵           | ۱۱٬۸۴۹       | ۴۰           | ۴۸۱          | چین (CHN)          | [ ۲۳ ] |
| XX    | ۲۰۲۶ | استان آیچی-ناگویا | ژاپن          | ناروهیتو (توقع می‌رود) | امپراتور          | ۱۹ سپتامبر      | ۴ اکتبر      | رویداد آینده | رویداد آینده | رویداد آینده | رویداد آینده | رویداد آینده       |        |
| XXI   | ۲۰۳۰ | دوحه              | قطر           |                       | رویداد آینده      | رویداد آینده    | رویداد آینده | رویداد آینده | رویداد آینده | رویداد آینده | رویداد آینده | رویداد آینده       |        |
| XXII  | ۲۰۳۴ | ریاض              | عربستان سعودی |                       | رویداد آینده      | رویداد آینده    | رویداد آینده | رویداد آینده | رویداد آینده | رویداد آینده | رویداد آینده | رویداد آینده       |        |

* تعداد رویدادها برمبنای تعداد مدال‌های طلاهای توزیع شده نیست، چون برخی رشته‌ها دو مدال طلا داده می‌شود و نقره به کسی تعلق نمی‌گیرد.

## شمارش مدال‌ها
از ۴۶ کمیته ملی المپیک شرکت‌کننده در طول برگزاری بازی‌ها، ۴۳ کشور حداقل یک مدال در این رقابت‌ها کسب کرده‌اند و هنوز سه کشور باقی مانده‌اند: بوتان، مالدیو و تیمور شرقی که هنوز یک مدال هم کسب نکرده‌اند. ۳۸ کشور حداقل یک مدال طلا کسب کرده‌اند (فقط ژاپن و هند در همه دوره‌های بازی‌های آسیایی این کار را کرده‌اند)، این درحالیست که فقط ژاپن و چین دو کشوری در تاریخ برگزاری این رقابت‌ها هستند که به عنوان قهرمانی دست یافته‌اند.
| رتبه            | کشور            | طلا  | نقره | برنز | مجموع |
| --------------- | --------------- | ---- | ---- | ---- | ----- |
| ۱               | چین (CHN)       | ۱۶۷۴ | ۱۱۰۵ | ۷۹۱  | ۳۵۷۰  |
| ۲               | ژاپن (JPN)      | ۱۰۸۴ | ۱۱۰۴ | ۱۰۵۴ | ۳۲۴۲  |
| ۳               | کره جنوبی (KOR) | ۷۸۷  | ۷۲۲  | ۹۱۶  | ۲۴۲۵  |
| ۴               | ایران (IRI)     | ۱۹۲  | ۲۰۲  | ۲۱۷  | ۶۱۱   |
| ۵               | هند (IND)       | ۱۸۳  | ۲۳۹  | ۳۵۷  | ۷۷۹   |
| ۶               | قزاقستان (KAZ)  | ۱۶۵  | ۱۸۰  | ۲۹۲  | ۶۳۷   |
| ۷               | تایلند (THA)    | ۱۴۴  | ۱۸۹  | ۳۱۱  | ۶۴۴   |
| ۸               | کره شمالی (PRK) | ۱۲۱  | ۱۶۱  | ۱۸۸  | ۴۷۰   |
| ۹               | چین تایپه (TPE) | ۱۱۸  | ۱۶۴  | ۳۰۴  | ۵۸۶   |
| ۱۰              | ازبکستان (UZB)  | ۱۰۵  | ۱۳۸  | ۱۷۱  | ۴۱۴   |
| مجموع (۱۰ کشور) | مجموع (۱۰ کشور) | ۴۵۷۳ | ۴۲۰۴ | ۴۶۰۱ | ۱۳۳۷۸ |

### کشورهای با مدال
جدول مدال‌ها پس از هانگژو ۲۰۲۲ به‌روزرسانی شد.
| تیم (کد IOC)            | تعداد حضور | طلا  | نقره | برنز | مجموع |
| ----------------------- | ---------- | ---- | ---- | ---- | ----- |
| افغانستان (AFG)         | ۸          | ۰    | ۵    | ۱۱   | ۱۶    |
| بحرین (BRN)             | ۸          | ۴۹   | ۲۸   | ۲۸   | ۱۰۵   |
| بنگلادش (BAN)           | ۱۰         | ۱    | ۵    | ۸    | ۱۶    |
| برونئی (BRU)            | ۵          | ۰    | ۱    | ۵    | ۶     |
| کامبوج (CAM)            | ۴          | ۳    | ۲    | ۵    | ۱۰    |
| چین (CHN)               | ۱۳         | ۱۶۷۴ | ۱۱۰۵ | ۷۹۱  | ۳۵۷۰  |
| چین تایپه (TPE)         | ۱۳         | ۱۱۸  | ۱۶۴  | ۳۰۴  | ۵۸۶   |
| هنگ کنگ (HKG)           | ۱۶         | ۴۶   | ۹۵   | ۱۰۸  | ۲۴۹   |
| هند (IND)               | ۱۹         | ۱۸۳  | ۲۳۹  | ۳۵۷  | ۷۷۹   |
| اندونزی (INA)           | ۱۹         | ۹۸   | ۱۳۰  | ۲۶۴  | ۴۹۲   |
| ایران (IRI)             | ۱۶         | ۱۹۲  | ۲۰۲  | ۲۱۷  | ۶۱۱   |
| عراق (IRQ)              | ۹          | ۷    | ۱۷   | ۲۶   | ۵۰    |
| ژاپن (JPN)              | ۱۹         | ۱۰۸۴ | ۱۱۰۴ | ۱۰۵۴ | ۳۲۴۲  |
| اردن (JOR)              | ۹          | ۵    | ۲۱   | ۲۸   | ۵۴    |
| قزاقستان (KAZ)          | ۸          | ۱۶۵  | ۱۸۰  | ۲۹۲  | ۶۳۷   |
| کره (COR)               | ۱          | ۱    | ۱    | ۲    | ۴     |
| کویت (KUW)              | ۱۱         | ۲۹   | ۳۴   | ۳۸   | ۱۰۱   |
| قرقیزستان (KGZ)         | ۸          | ۸    | ۲۵   | ۴۳   | ۸۰    |
| لائوس (LAO)             | ۸          | ۰    | ۴    | ۱۴   | ۱۸    |
| لبنان (LBN)             | ۹          | ۵    | ۵    | ۹    | ۱۹    |
| ماکائو (MAC)            | ۹          | ۳    | ۱۴   | ۲۲   | ۳۹    |
| مالزی (MAS)             | ۱۷         | ۶۹   | ۱۰۹  | ۱۶۶  | ۳۴۴   |
| مغولستان (MGL)          | ۱۲         | ۲۸   | ۵۱   | ۱۰۴  | ۱۸۳   |
| میانمار (MYA)           | ۱۷         | ۱۷   | ۲۸   | ۵۷   | ۱۰۲   |
| نپال (NEP)              | ۱۰         | ۰    | ۳    | ۲۳   | ۲۳    |
| کره شمالی (PRK)         | ۱۱         | ۱۲۰  | ۱۶۲  | ۱۸۹  | ۴۷۱   |
| عمان (OMA)              | ۶          | ۱    | ۱    | ۴    | ۶     |
| پاکستان (PAK)           | ۱۸         | ۴۴   | ۶۴   | ۹۹   | ۲۰۷   |
| فلسطین (PLE)            | ۹          | ۰    | ۰    | ۲    | ۲     |
| فیلیپین (PHI)           | ۱۹         | ۷۱   | ۱۱۶  | ۲۴۱  | ۴۲۸   |
| قطر (QAT)               | ۱۱         | ۴۸   | ۳۷   | ۵۹   | ۱۴۴   |
| عربستان سعودی (KSA)     | ۱۰         | ۲۹   | ۱۵   | ۲۷   | ۷۱    |
| سنگاپور (SGP)           | ۱۹         | ۴۴   | ۶۴   | ۱۲۱  | ۲۲۹   |
| کره جنوبی (KOR)         | ۱۸         | ۷۸۷  | ۷۲۲  | ۹۱۶  | ۲۴۲۵  |
| سری‌لانکا (SRI)          | ۱۶         | ۱۲   | ۱۲   | ۲۲   | ۴۶    |
| سوریه (SYR)             | ۱۰         | ۹    | ۸    | ۱۶   | ۳۳    |
| تاجیکستان (TJK)         | ۷          | ۶    | ۸    | ۲۱   | ۳۵    |
| تایلند (THA)            | ۱۷         | ۱۴۴  | ۱۸۹  | ۳۱۱  | ۶۴۴   |
| ترکمنستان (TKM)         | ۷          | ۳    | ۹    | ۱۸   | ۳۰    |
| امارات متحده عربی (UAE) | ۸          | ۱۲   | ۲۲   | ۲۷   | ۶۱    |
| ازبکستان (UZB)          | ۸          | ۱۰۵  | ۱۳۸  | ۱۷۱  | ۴۱۱   |
| ویتنام (VIE)            | ۱۵         | ۲۱   | ۷۵   | ۱۱۲  | ۲۰۸   |
| یمن (YEM)               | ۴          | ۰    | ۰    | ۲    | ۲     |
| مجموع (۴۳ کشور)         | ۱۹         | ۵۲۴۱ | ۵۲۱۴ | ۶۳۳۴ | ۱۶۷۸۹ |

### کشورهای بدون مدال
کشورهای کج نوشته شده کشورهایی هستند که در تاریخ برگزاری این رویداد حضور داشته‌اند، ولی در حال حاضر وجود ندارند.
| تیم (کد IOC)      | تعداد حضور |
| ----------------- | ---------- |
| بوتان (BHU)       | ۱۰         |
| تیمور شرقی (TLS)  | ۶          |
| مالدیو (MDV)      | ۱۱         |
| شمال بورنئو (NBO) | ۳          |
| یمن شمالی (YAR)   | ۲          |
| ساراواک (SWK)     | ۱          |
| یمن جنوبی (YMD)   | ۱          |

## جایزه باارزش‌ترین ورزشکار
جایزه باارزش‌ترین ورزشکار (MVP) از بازی‌های سال ۱۹۹۸ در بانکوک به فرد برگزیده داده می‌شود.
- فهرست با ارزش‌ترین ورزشکاران بازی‌های آسیایی:

| سال  | ورزشکار        | ورزش        | منبع   |
| ---- | -------------- | ----------- | ------ |
| ۱۹۹۸ | کوجی ایتو      | دو و میدانی | [ ۲۵ ] |
| ۲۰۰۲ | کسوکه کیتاجیما | شنا         | [ ۲۵ ] |
| ۲۰۰۶ | پارک تای-وان   | شنا         | [ ۲۶ ] |
| ۲۰۱۰ | لین دان        | بدمینتون    | [ ۲۷ ] |
| ۲۰۱۴ | کوزوکه هاژینو  | شنا         | [ ۲۸ ] |
| ۲۰۱۸ | ریکاکو ایکه    | شنا         | [ ۲۹ ] |

## میزبانی ایران برای بازی‌های آسیایی
از سال  ۱۹۷۴ که هفتمین دوره مسابقات در تهران، پایتخت ایران برگزار شد، هنوز ایران میزبانی بازی های آسیایی دیگری را بر عهده نگرفته است. میزبانی بازی ها تا سال ۲۰۳۴ در قاره آسیا مشخص است. 